# Ria Percival
Ria Dawn Percival (Basildon, 7 dicembre 1989) è una calciatrice britannica naturalizzata neozelandese, difensore della Nazionale neozelandese.

## Palmarès

### Club
- Campionato inglese di seconda divisione: 1

Crystal Palace: 2023-2024

### Nazionale
- Coppa delle nazioni oceaniane femminile: 4

2007, 2010, 2014, 2018